# Fame (TV-serie)
Fame är en amerikansk dramaserie från 1982-1987, baserad på filmen med samma namn från 1980.

## Handling
Handlingen kretsade kring ett antal elever vid musik- och dramaskolan New York City High School for the Performing Arts, och deras slit för att nå berömmelse. Persongalleriet byggde inledningsvis till stor del på filmen, men under seriens gång hann många karaktärer komma och gå i handlingen. Några av originalrollerna, som danseleven Leroy och flera av lärarna hängde dock med genom hela serien.

## Rollista i urval
- Debbie Allen som Lydia Grant
- Olivia Barash som Maxie (säsong 6)
- Jesse Borrego som Jesse Velasquez (säsong 4-6)
- Michael Cerveris som Ian Ware (säsong 6)
- Loretta Chandler som Dusty Tyler (säsong 5-6)
- Lee Curreri som Bruno Martelli (säsong 1-3)
- Cynthia Gibb som Holly Laird (säsong 3-5)
- Erica Gimpel som Coco Hernandez (säsong 1-3)
- Albert Hague som Benjamin Shorofsky
- Carrie Hamilton som Reggie Higgins (säsong 5-6)
- Page Hannah som Kate Riley (säsong 5)
- Elisa Heinsohn som Jillian Beckett (säsong 6)
- Billy Hufsey som Christopher Donlon (säsong 3-6)
- Carlo Imperato som Danny Amatullo
- Janet Jackson som Cleo Hewitt (säsong 4)
- Graham Jarvis som rektor Bob Dyrenforth (säsong 5-6)
- Carol Mayo Jenkins som Elizabeth Sherwood (säsong 1-5)
- Valerie Landsburg som Doris Schwartz (säsong 1-4)
- Dick Miller som Lou Mackie (säsong 6)
- Ann Nelson som Mrs. Berg (säsong 1-6)
- P.R. Paul som Montgomery MacNeil (säsong 1)
- Nia Peeples som Nicole Chapman (säsong 4-6)
- Eric Pierpoint som Paul Seger (säsong 6)
- Gene Anthony Ray som Leroy Johnson
- Lori Singer som Julie Miller (säsong 1-2)
- Morgan Stevens som David Reardon (säsong 2)
- Ken Swofford som Quentin Morloch (säsong 3-5)
- Fran Drescher som Rhonda (pilotavsnittet)

Richard Herrey var återkommande statist i serien, och medverkade som dansare i två avsnitt.

## Om serien
Serien visades i Sverige med start den 5 september 1982.

## Citat
"You've got big dreams? You want fame? Well, fame costs. And right here is where you start paying - in sweat!" 

uttalat av danslärarinnan miss Grant i inledningsvinjetten

### Fotnoter
1. 1 2  ”Fame”, The Complete Directory to Prime Time Network and Cable TV Shows 1946–Present, åttonde utgåvan, oktober 2003, ISBN 978-0-345-45542-0.[källa från Wikidata]
2. ↑  ”Fame” (på engelska). TV.Com. Arkiverad från originalet den 16 januari 2017. https://web.archive.org/web/20170116074440/http://www.tv.com/shows/fame/. Läst 23 januari 2017.
3. ↑  ”Richard Herrey”. IMDb. http://www.imdb.com/name/nm1218633/. Läst 27 mars 2019.
4. ↑  https://smdb.kb.se/catalog/id/001696940